# Финал Лиги Европы УЕФА 2014
Финал Лиги Европы УЕФА 2014 года — финальный матч розыгрыша Лиги Европы УЕФА 2013/14, 43-го сезона в истории Кубка УЕФА и 5-го сезона в истории Лиги Европы УЕФА. Этот футбольный матч состоялся 14 мая 2014 года, на стадионе «Ювентус» в Турине.
В матче встретились испанская «Севилья» и португальская «Бенфика». Победителем стала «Севилья», которая оказалась сильнее в серии послематчевых пенальти. «Севилья» как победитель Лиги Европы 2013/2014 сыграет с победителем Лиги чемпионов УЕФА сезона 2013/14 мадридским «Реалом» в матче на Суперкубок УЕФА. После этой победы «Севилья» наравне с «Ливерпулем», «Ювентусом» и «Интером» стала самой титулованной командой победительницей Кубка УЕФА и Лиги Европы. У всех команд стало по три трофея.

## Стадион
23 марта 2012 года УЕФА окончательно объявила «Ювентус Стэдиум» в Турине, местом проведения финального матча Лиги Европы УЕФА сезона 2013/14. Этот футбольный матч стал первым финалом европейского клубного турнира, прошедшем на этом стадионе. Стадион был построен и открыт 8 сентября 2011 года.

## Предпосылки
«Бенфика» получила право играть в своём десятом финале еврокубка. Предыдущие выступления «Бенфики» в финалах были следующие: две подряд победы в финалах Кубка европейских чемпионов 1961 и 1962 (3:2 против «Барселоны» и 5:3 против «Реал Мадрида»), а затем пять поражений в главном клубном европейском турнире: в 1963 от «Милана» 1:2, в 1965 от «Интернационале» 0:1, в 1968 от «Манчестер Юнайтед» 1:4, в 1988 от «ПСВ» по пенальти 5:6, и в 1990 вновь от «Милана» 0:1. Также, «Бенфика», проиграла в финале Кубка УЕФА 1983 «Андерлехту» по результатам двух матчей со счётом 1:2, а в прошлом сезоне уступила в финале Лиги Европы лондонскому «Челси».
Перед этим сезоном «Севилья» дважды подряд достигала финала Кубка УЕФА и оба раза одерживала победу в финале второго по значимости клубного турнира Европы (в 2006 у английского «Мидлсбро» 4:0, а в 2007 у другого испанского клуба «Эспаньола» по пенальти 3:1).
Единственная предыдущая встреча «Бенфики» и «Севильи» в еврокубках прошла в рамках предварительного этапа Кубка европейских чемпионов 1957/58, по сумме двух матчей «Севилья» одержал победу 3:1 (3:1 в Севилье и 0:0 в Лиссабоне).
«Бенфика» заняла третье место в групповом этапе Лиги чемпионов УЕФА 2013/14 и продолжила выступление с 1/16 финала Лиги Европы УЕФА, «Севилья» начала выступление в Лиги Европы с третьего квалификационного раунда Лиги Европы.

## Путь к финалу
| Команда          | И | В | Н | П | МЗ | МП | РМ | О  |
| ---------------- | - | - | - | - | -- | -- | -- | -- |
| Севилья          | 6 | 3 | 3 | 0 | 9  | 4  | +5 | 12 |
| Слован (Либерец) | 6 | 2 | 3 | 1 | 9  | 8  | +1 | 9  |
| Фрайбург         | 6 | 1 | 3 | 2 | 5  | 8  | -3 | 6  |
| Эшторил-Прая     | 6 | 0 | 3 | 3 | 5  | 8  | −3 | 3  |

| Команда            | И | В | Н | П | МЗ | МП | РМ  | О  |
| ------------------ | - | - | - | - | -- | -- | --- | -- |
| Пари Сен-Жермен    | 6 | 4 | 1 | 1 | 16 | 5  | +11 | 13 |
| Олимпиакос (Пирей) | 6 | 3 | 1 | 2 | 10 | 8  | +2  | 10 |
| Бенфика            | 6 | 3 | 1 | 2 | 8  | 8  | 0   | 10 |
| Андерлехт          | 6 | 0 | 1 | 5 | 4  | 17 | −13 | 1  |

## Перед матчем

### Посол матча
Официальным послом матча был назначен бывший итальянский футболист Чиро Феррара.

### Новости команд
По причине дисквалификации «Бенфике» в финале не смогли помочь Лазар Маркович, Энцо Перес и Эдуардо Сальвио. «Севилья» была вынуждена обойтись без травмированных Себастьяна Кристофоро и Дениса Черышева, а также дисквалифицированного Хайро Самперио.

## Обзор матча

### Первый тайм
В первые минуты матча команды показывали примерно равный футбол, опасных моментов не возникало, однако два защитника «Севильи» Фасио и Морено получили по предупреждению. После этого «Бенфика» создала первый голевой момент — свой шанс упустил Гарай. Испанцы большими силами оборонялись, практически не играя в атаку, а вот португальцы много владели мячом, но преимущественно вдалеке от чужих ворот. На 25-й минуте произошла первая замена: по причине травмы поле покинул полузащитник «Бенфики» Сулеймани, вместо него вышел Андре Алмейда. К первому тайму судья добавил две минуты и именно в это время два подряд голевых моментов возникло у «Бенфики», однако испанцев спас вратарь Бету, который парировал сначала удар Перейры, а затем Родриго. В целом на перерыв команды ушли при равном счёте.

### Второй тайм
Не успел начаться второй тайм, а «Бенфика» уже могла открыть счёт: очень опасно пробил Лима, однако мяч из пустых ворот вынес защитник Пареха. Через несколько минут первый по настоящему опасный момент создала «Севилья»: после ошибки португальцев Ракитич вывел на ударную позицию Рейеса, однако мяч после его удара пролетел рядом со штангой. Следующий опасный эпизод также остался за «Севильей», на этот раз удар по воротам наносил Бакка, но великолепно сыграл Облак. После этого игра немного успокоилась. За несколько минут до конца второго тайма хорошие моменты упустили Гарай и Лима, однако счёт так и не был открыт.

## Составы команд
| Севилья                       | 0:0 (доп. вр.) | Бенфика                                             |
| ----------------------------- | -------------- | --------------------------------------------------- |
|                               | (отчёт)        |                                                     |
| Пенальти                      |                |                                                     |
| Бакка · Мбиа · Коке · Гамейро | 4:2            | Лима · Кардосо(вратарь) · Родриго(вратарь) · Луизао |

| Севилья         |    |                    |     |      |      |
|                 |    |                    |     |      |      |
| Вр              | 13 | Бету               |     |      |      |
| Защ             | 2  | Федерико Фасио     | 11' |      |      |
| Защ             | 16 | Альберто Морено    | 12' |      |      |
| Защ             | 21 | Николас Пареха     |     |      |      |
| Защ             | 23 | Коке               | 98' |      |      |
| ПЗ              | 6  | Даниэл Каррису     |     |      |      |
| ПЗ              | 40 | Стефан Мбиа        |     |      |      |
| ПЗ              | 11 | Иван Ракитич (к)   |     |      |      |
| ПЗ              | 19 | Хосе Антонио Рейес |     | 78'  |      |
| ПЗ              | 20 | Витоло             |     | 110' |      |
| Нап             | 9  | Карлос Бакка       |     |      |      |
| Запасные:       |    |                    |     |      |      |
| Вр              | 1  | Хави Варас         |     |      |      |
| Защ             | 3  | Фернандо Наварро   |     |      |      |
| ПОЗ             | 5  | Диогу Фигейраш     |     | 110' |      |
| ПОЗ             | 7  | Марко Марин        |     | 78'  | 104' |
| ПОЗ             | 12 | Висенте Иборра     |     |      |      |
| ПОЗ             | 15 | Пётр Троховски     |     |      |      |
| Нап             | 18 | Кевин Гамейро      |     | 104' |      |
| Главный тренер: |    |                    |     |      |      |
| Унаи Эмери      |    |                    |     |      |      |

| Бенфика:        |    |                      |      |      |
|                 |    |                      |      |      |
| Вр              | 41 | Ян Облак             |      |      |
| Защ             | 4  | Луизао (к)           |      |      |
| Защ             | 14 | Максимильяно Перейра |      |      |
| Защ             | 16 | Гильерме Сикейра     | 30'  | 99'  |
| Защ             | 24 | Эсекьель Гарай       |      |      |
| ПЗ              | 6  | Рубен Аморим         |      |      |
| ПЗ              | 8  | Миралем Сулеймани    |      | 25'  |
| ПЗ              | 20 | Николас Гайтан       |      | 119' |
| ПЗ              | 30 | Андре Гомиш          |      |      |
| Нап             | 11 | Лима                 |      |      |
| Нап             | 19 | Родриго              |      |      |
| Запасные:       |    |                      |      |      |
| Вр              | 1  | Артур                |      |      |
| Защ             | 3  | Стивен Витория       |      |      |
| Защ             | 33 | Жардел               |      |      |
| Защ             | 34 | Андре Алмейда        | 100' | 25'  |
| ПЗ              | 10 | Филип Джуричич       |      |      |
| ПЗ              | 90 | Иван Кавалейру       |      | 119' |
| Нап             | 7  | Оскар Кардосо        |      | 99'  |
| Главный тренер: |    |                      |      |      |
| Жоржи Жезуш     |    |                      |      |      |

| Игрок матча: Иван Ракитич Помощники судьи: Марк Борш Штефан Лупп Дополнительные помощники судьи: Тобиас Вельц Бастиан Данкерт Четвёртый арбитр: Милорад Мажич | Регламент матча: - 90 минут основного времени. - 30 минут овертайм в случае необходимости. - Послематчевые пенальти в случае необходимости. - Семь запасных с каждой стороны. - Максимальное количество замен — по три с каждой стороны. |